# 大田区総合体育館

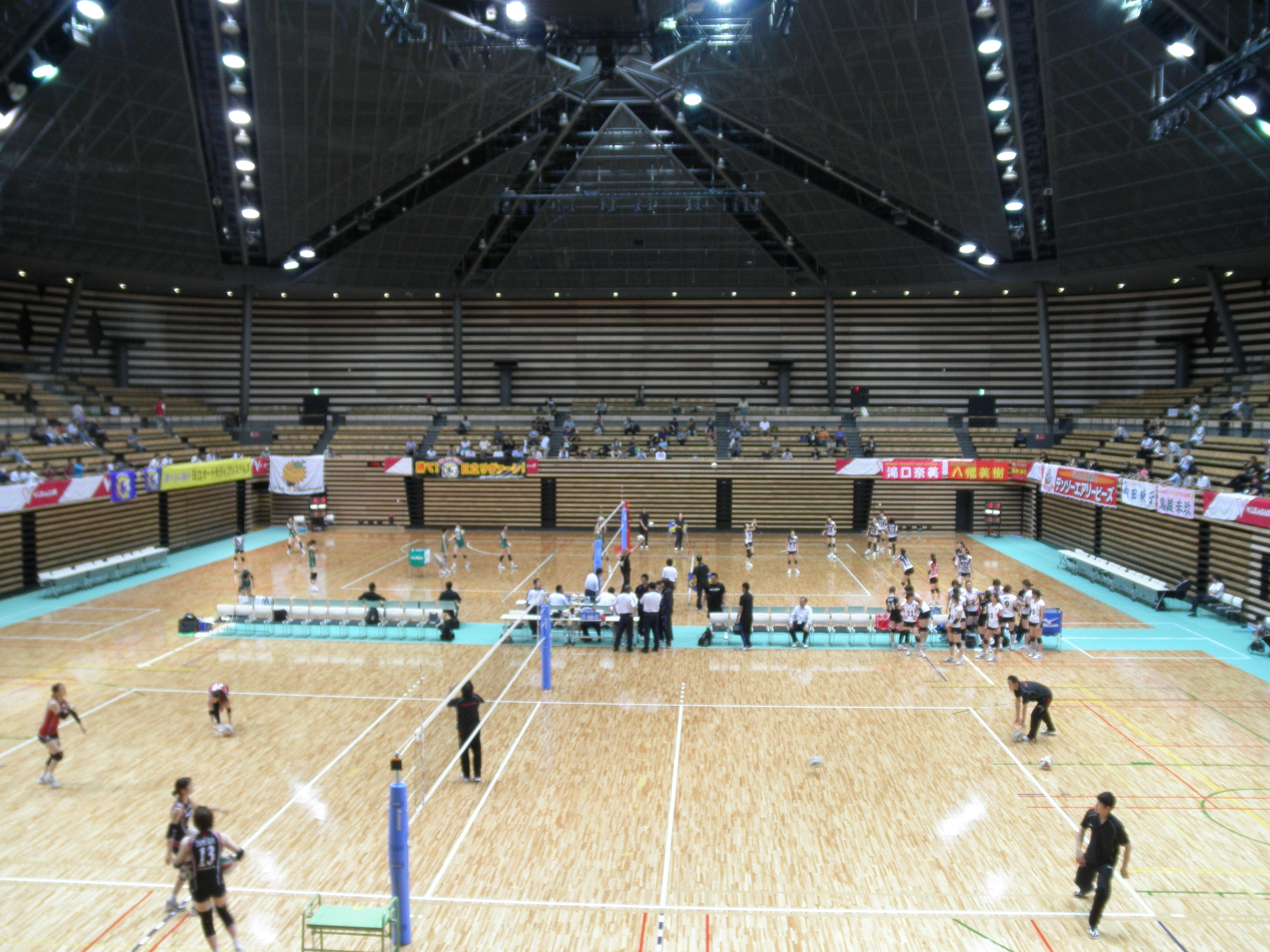
メインアリーナ

大田区総合体育館（おおたくそうごうたいいくかん）は、東京都大田区にある体育館である。

## 概要
2008年3月に老朽化により閉鎖・取り壊された旧大田区体育館（以下旧館）の跡地に2009年6月より建設され、2012年3月に竣工した。総事業費は基本計画策定時に50億円の予定であったが、地下フロアを設定した影響により71億円（設計管理料が1億5,183万7000円、総工費が68億5,192万円）に増加した。なお、建築に当たっては敷地面積の関係より元々敷地内にあった東蒲田公園を敷地東側へ移設して、体育館と周辺の建造物との距離をとった他、低層住宅が密集している周辺環境を考慮し、体育館全体の高さを低くするためにアリーナを地下に配置した経緯を有する。
設置目的として、区民が生涯を通じてスポーツに親しむことにより、健康で豊かな人生を楽しむことができる社会の実現に寄与することを目的とする。なお、大田区は「みる」スポーツと「する」スポーツを基本コンセプトとしているが、「みる」では各スポーツのプロリーグや国際試合、全日本レベルの大会を誘致して観戦すること、「する」では区民が利用することを掲げている。
格闘技の会場として、プロレス興行やボクシング世界タイトルマッチでたびたび利用されている。また、B3.LEAGUE所属の「アースフレンズ東京Z」及びW LEAGUE所属の「東京羽田ヴィッキーズ」がホームアリーナとして利用している。
旧館と同様に、毎年1月には大田区主催の成人式式場となっている。
2024年4月1日から12月27日まで、アリーナ及び屋外ピロティの天井改修工事及び照明改修などを行うため、施設使用を停止していた。
利用時間は9時～21時（完全撤退）である。

## 施設
- メインアリーナ
  - 面積 - 1,824m2（48m×38m）[3]
  - 利用可能数 -バレーボール3面、バスケットボール2面、バドミントン10面など[3]
  - 観客席 - 4,012席（固定席2,186席、車いす席10席、可動席1,816席）[3][2]
  - ダクトロニクス社センターハング・スコアボード モデル番号SS-80X144-20i-RGB-10 224×672[7]
- サブアリーナ
  - 面積 - 646m2（34m×19m）[3]
  - 利用可能数 - バレーボール・バスケットボール1面、バドミントン4面、柔道2面分など[3]
  - 観客席 - 固定席200席[3]
- 体育室1、体育室2
  - 面積 - 1・2共に120m2（11m×11m）[3]
- 弓道場
  - 近的28m、5人立[3]
- 会議室
  - 90m2（21m×4.3m）[3]
- 駐車場（地上・地下）

## 主な大会・イベント
- 2012年（平成24年）
  - 6月30日 - オープニングイベントとして、古賀稔彦の子供向け柔道教室や運動能力測定大会が実施される[8]。
  - 7月1日 - 開館記念事業としてバスケットボール男子日本代表チームによる親善試合が開催される[9][10]。
  - 7月6日から初のバレーボールの試合としてVリーグ公式戦・V・サマーリーグ1次リーグ（東部女子）が開催される[11]。
  - 8月26日 - 初のプロレス興行として全日本プロレスが大会を開催[12]。メインイベントでは旧館で誕生した三冠ヘビー級選手権が行われ、船木誠勝が秋山準（当時プロレスリング・ノア）を降し奪取した。
  - 9月14日-22日 - 男子バスケットボールのアジアカップが開催される[13]。
  - 9月23日 - DRAGON GATEが大会を開催[14]。2008年に旧館最後のプロレス興行を開いたのが同団体であった。
  - 10月5日-6日 - 日本バスケットボールリーグ（JBL 2012-13）の開幕戦（トヨタ自動車アルバルク vs リンク栃木ブレックス戦）[15]。
  - 10月13日-14日 - Wリーグの公式戦開催（エバラヴィッキーズ vs トヨタ自動車アンテロープス）。
  - 12月1日 - Fリーグの公式戦開催。
  - 12月31日 - 初のプロボクシング興行としてトリプル世界戦（ワタナベ・協栄主催）が開催される[16]。なお、世界タイトルマッチ開催は旧館を含め初となる。この興行では、男子のトリプル戦として史上初めて全試合日本ジム所属選手が勝利した[注 1]。
- 2013年（平成25年）
  - 1月12日 - 日本プロバスケットボールリーグ（bjリーグ）・東京サンレーヴスの公式戦（vs 秋田ノーザンハピネッツ戦）[17]。
  - 2月16日-17日 - V・プレミアリーグの公式戦開催。
  - 5月6日 - ワタナベジム主催でWBAダブル世界戦開催。スーパーフェザー級王者内山高志が7度目の防衛に成功したが、スーパーフライ級の河野公平は王座から陥落した。
  - 8月12日 - 帝拳・大橋両ジム主催で開館後3度目の世界タイトルマッチ興行「ワールドプレミアムボクシング」開催。
  - 8月25日 - 全日本プロレスの興行で三冠ヘビー級選手権ベルト返還式[18]開催。
  - 10月5日 - 総合格闘技「VTJ 3rd」（VTJ実行委員会）開催[19]。
  - 11月3日 - スズキジャパンカップ2013 第30回全日本エアロビック選手権大会を開催。
  - 12月29日 - NBLオールスターゲーム開催[20]。ウェスタンカンファレンスが114-106でイースタンカンファレンスに勝利。
  - 12月31日 - 帝拳・ワタナベ両ジム主催でダブル世界戦開催。アンダーカードとして高野人母美 vs 大石久美が組まれ、当館初の女子ボクシングの試合となる。
- 2014年（平成26年）
  - 1月1日-3日 - 第89回天皇杯・第80回皇后杯 全日本総合バスケットボール選手権大会（1 - 3回戦）を開催[21]。
  - 2月11日 - 小野寺力主宰キックボクシングジムRIKIXの興行「NO KICK,NO LIFE 2014」を開催[22]。
  - 2月23日 - 「VTJ 4th」開催。
  - 3月6日 - 新日本プロレスが「旗揚げ記念日」開催[23]。同団体は1972年のこの日に旧館で旗揚げをしており、以降もこの会場で旗揚げ記念日大会を幾度か行っている。
  - 3月22日 - 当館初の女子プロレス興行として長与千種プロデュース「That's 女子プロレス」開催[24]。ちなみに長与は1987年10月20日に旧館で初めてWWWA世界シングル王座奪取に成功した。
  - 4月6日 - 大橋ジム主催でダブル世界戦「ダイヤモンドグローブスペシャル」開催。開催前には袴田巌の名誉チャンピオンベルト授与式を開催。井上尚弥が当時国内最短となるプロ6戦目で世界王座獲得に成功。
  - 5月3日 - 5日 - NBLイースタンカンファレンスセミファイナルを開催[25]。
  - 7月12日 - 「RISE100〜BLADE 0〜」を開催。
  - 7月21日 - 総合格闘技イベント「DEEP CAGE IMPACT 2014 〜ミスターメガトン誠悟引退興行〜」開催。
  - 12月29日 - BLADE FIGHTING CHAMPIONSHIP旗揚げ興行「BLADE FC JAPAN CUP 2014 -61」を開催。
  - 12月31日 - ワタナベジム主催で開館以来2度目のトリプル世界戦開催。地元大田区出身で旧館のボクシング教室に通っていた田口良一がWBA世界ライトフライ級王座を獲得、内山も9度目の防衛を果たした。
- 2015年（平成27年）
  - 3月5日 - 新日本プロレス「NEW JAPAN CUP」開幕戦を開催。
  - 5月1日 - 帝拳・大橋両ジム主催「ダイヤモンドグローブスペシャル」開催。三浦隆司のWBC世界スーパーフェザー級王座戦に加えロンドンオリンピック金メダリスト村田諒太のプロ7戦目も組まれた。
  - 5月6日 - ワタナベ主催でトリプル世界戦開催。うち1試合はWBO女子世界ミニフライ級の池原シーサー久美子 vs 江畑佳代子で、当館初の女子ボクシング世界戦となった。もう1試合は日本初のWBAスーパーワールドチャンピオンシップ、王者内山がジョムトーン・チュワタナをTKOで退け日本人男子世界王者歴代2位タイとなる10連続防衛達成。
  - 5月23日 - 「大江戸超花火」開催。都内では16年ぶりとなる「ノーロープ有刺鉄線電流爆破デスマッチ」大仁田厚・長与 vs TARU・ダンプ松本が敢行された。
  - 8月21日-22日 - シュートボクシングが2日連続で開催。初日は「SHOOT BOXING Girls S-cup 2015－格闘女志－」、2日目は「SHOOT BOXING 30th ANNIVERSARY“CAESAR TIME!”」。
  - 9月13日 - NBL×TKbjリーグ DREAM GAMES開催。
  - 9月22日 - 帝拳ジム主催「ワールドプレミアムボクシング」開催。山中慎介が9度目の防衛に成功。
  - 12月13日 - リングスが「THE OUTSIDER 大田区総合体育館SPECIAL」を開催。
  - 12月23日 - プロレスリング・ノアが旗揚げ15周年記念興行を開催。
  - 12月27日 - 平成27年度天皇杯・皇后杯全日本バレーボール選手権大会の決勝を開催。
- 2016年（平成28年）
  - 4月27日 - ワタナベ主催でトリプル世界戦開催。内山が暫定王者のジェスレル・コラレスに2回KOで敗れスーパー王座陥落。
  - 10月1日 - B.LEAGUE2部、アースフレンズ東京Z vs Fイーグルス名古屋戦を開催。
  - 12月31日 - ワタナベ主催でダブル世界戦開催。内山がスーパー王者コラレスと再戦も判定で敗れ、これがラストマッチとなった。
- 2017年（平成29年）
  - 2月12日 - キックボクシングイベント「KNOCK OUT」を開催。
  - 6月16日-23日 - ウエイトリフティング世界ジュニア選手権を開催[26]。
  - 8月12日 - プロレスリングWAVEが「プロレスリングWAVE 10th anniversary『CARNIVAL WAVE〜NEVER ENDING 大田区 STORY〜』」を開催。
  - 8月27日 - アジア太平洋放送連合（ABU）が主催するロボコン世界大会『ABUアジア・太平洋ロボットコンテスト』が当館で開催。ベトナムが史上最多の6度目の優勝とロボコン大賞を受賞した。
  - 12月16日 - Wリーグオールスター開催。
  - 12月31日 - ワタナベ主催でトリプル世界戦開催。田口がIBF王者ミラン・メリンドに勝利し、日本人男子4人目となる統一世界王者に。
- 2018年（平成30年）
  - 1月24日 - 日本オリンピック委員会（JOC）主催により第23回オリンピック冬季競技大会日本選手団結団式・壮行会を開催[27][28]。
  - 5月25日 - 大橋主催でダブル世界戦「FUJI BOXING」開催。井上尚弥が当時国内最短となるプロ16戦目で世界王座3階級制覇を達成。
  - 7月16日 - グラップリングイベント「QUINTET.2」開催。
  - 9月17日 - FIBAバスケットボール・ワールドカップ2019アジア地区予選2次ラウンド 日本 vs イランを開催。
  - 10月3日 - 大相撲秋巡業「東京大田場所」を開催。
  - 12月30日 - 大橋主催でトリプル世界戦「FUJI BOXING」開催。井上拓真がWBC世界バンタム級暫定王座を獲得し、兄・尚弥とともに日本人2組目の兄弟世界王者に。
- 2019年（平成31年/令和元年）
  - 3月21日 - WRESTLE-1が「WRESTLE WARS」を開催。
  - 3月23日-24日 - Vリーグディビジョン1男子2018-19ファイナル6開催。
  - 4月17日 - 大相撲春巡業「羽田国際場所」を開催。
  - 7月19日 - DDTプロレスリングが「Wrestle Peter Pan 2019」を開催[29]。
  - 11月15日 - ザ・デストロイヤー追悼興行「ザ・デストロイヤー メモリアル・ナイト〜白覆面の魔王よ永遠に〜」を開催。
  - 12月31日 - ワタナベ主催でトリプル世界戦「LIFETIME BOXING FIGHTS.3」開催。井岡一翔、田中恒成、吉田実代はいずれも防衛成功、そのうち田中は初となる東京での世界戦をKO勝利。
- 2020年（令和2年）
  - 1月6日 - 新日本プロレスが「NEW YEAR DASH!!」にて獣神サンダー・ライガーの引退セレモニーを開催[30]
- 2021年（令和3年）
  - 6月12日 - スターダムが「シンフォギアXD presents TOKYO DREAM CINDERELLA 2021 Special Edition」を開催[31]。
  - 6月13日 - 女子プロレス興行「GAEAISM」を開催[32]。
  - 9月1日 - WBO世界スーパーフライ級タイトルマッチ、井岡一翔 vs フランシスコ・ロドリゲス戦が国内世界戦で初の無観客で開催された[33]。
  - 10月9日 - 東京女子プロレスが「WRESTLE PRINCESS II」を開催[34]。
  - 11月13日 - アイスリボンが開催[35]。
- 2024年（令和6年）
  - 3月23日-24日 - 2023-24 V.LEAGUE DIVISION1 MEN FINAL STAGEのクォーターファイナル、セミファイナルを開催[36]。
  - 3月31日 - 改修前最後のイベントとして、「2024ジュニアバトントワーリングフェスティバル」を開催[37]。
  - 4月1日 - この日より改修工事のため休館。本拠地としているアースフレンズ東京Zや東京羽田ヴィッキーズは東京近郊の会場でホームゲームを行った。
  - 12月28日 - B3リーグ 2023-24 アースフレンズ東京Z対山口パッツファイブ戦より使用を再開[38]。
- 2025年（令和7年）
  - 1月3日 - 改修後初の格闘技イベントとして、「MARIGOLD FIRST DREAM2025 〜初夢〜」を開催。

## 交通アクセス
- 京急本線・空港線京急蒲田駅から徒歩7分[39]
- 京急本線梅屋敷駅から徒歩4分[39]
- JR京浜東北線・東急多摩川線・池上線蒲田駅から徒歩15分[39]